# Claudio Carnieri
Claudio Carnieri (Terni, 17 marzo 1944) è un politico italiano, presidente della Regione Umbria dal 1993 al 1995.

## Biografia
Militante del PCI, dopo la svolta della Bolognina aderisce al PDS con cui diventa presidente della Regione Umbria dal 1993 al 1995. Dal 1998 confluisce nei DS. Politicamente ha poi seguito il percorso di Fabio Mussi, non confluendo nel PD e aderendo nel 2007 a Sinistra Democratica e dal 2009 a Sinistra Ecologia e Libertà.
Ha pubblicato anche un libro intervista con il leader storico della sinistra Pietro Ingrao intitolato La pratica del dubbio. È presidente dell'Agenzia Umbria Ricerche.